# Samardo Samuels
Pour les articles homonymes, voir Samuels.
Samardo Samuels (né le 9 janvier 1989 à la Paroisse de Trelawny, Jamaïque) est un joueur jamaïcain de basket-ball. Samuels joue aux postes d'ailier fort et de pivot.

## Biographie

### Débuts en NBA
Après une solide saison universitaire avec les Cardinals de Louisville entraînés par Rick Pitino, Samuels s'inscrit à la draft 2010 mais n'y est pas choisi. Mais le joueur, déjà connu des Cavaliers de Cleveland, se fait remarquer d'une belle manière lors des NBA Summer League où il tourne à 12,6 points et 7,4 rebonds par match. Le 17 août 2010, il signe un contrat de trois ans et 2,3 millions de dollars avec les Cavaliers. Le 29 octobre 2010, il joue son premier match NBA contre les Raptors de Toronto et marque 7 points. Le 27 décembre 2010, il est envoyé chez les BayHawks d'Érié, l'équipe de D-League affilié aux Cavaliers. Le 1er janvier 2011, après deux matchs en D-League, il est rappelé par les Cavaliers. Le 30 janvier 2011, il réalise sa meilleure rencontre en marquant 16 points contre le Magic d'Orlando.
Le 2 mars 2011, Samuels est titularisé pour la première fois de sa carrière, contre les Spurs de San Antonio à la place d'Antawn Jamison, blessé, et bat des records avec 23 points et 10 rebonds.
Le 28 décembre 2012, il est envoyé chez le Charge de Canton en D-League. Le 31 décembre 2012, il est rappelé par les Cavaliers. le 6 janvier 2013, il est coupé par les Cavaliers. Il rejoint ensuite les Bighorns de Reno en D-League le 17 janvier 2013.

### Poursuite en Europe
En avril 2013, il signe un contrat de deux mois en Israël avec le Hapoël Jérusalem.
Le 25 juillet 2013, il signe un contrat de deux ans en Italie à l'Olimpia Milan.
En février 2015, Samuels est choisi meilleur joueur de la 8e journée du Top 16 de l'Euroligue avec une évaluation de 47. Lors de la victoire de l'Olimpia Milan chez le BK Nijni Novgorod, Samuels marque 36 points à 14 sur 16 au tir de champ et prend 9 rebonds. Son évaluation est la meilleure de la saison mais aussi la troisième plus élevée de l'histoire du Top 16 (ex æquo avec Arvydas Sabonis mais derrière Bobby Brown et Jaka Lakovič). Il établit aussi un nouveau record du nombre de paniers marqués dans l'histoire du Top 16 (battant le précédent record de Luka Žorić),.
En juillet 2015, il rejoint le FC Barcelone. Il quitte le Barça en août 2016. 
Samardo Samuels s'engage avec le Limoges CSP le 14 février 2018 pour un contrat de 2 ans.
Mais le 2 juillet 2019, le Limoges CSP annonce sa séparation à l'amiable avec le pivot jamaïcain.
Il s'engage avec la Chorale de Roanne le 14 février 2020 et ne joue qu'une seule rencontre avec le club.

## Palmarès
- Italian League champion (2014)
- First-team Parade All-American (2008)
- McDonald's All-American (2008)